# Bran Van 3000
Bran van 3000 (también conocidos como Bv3) es una banda de rock alternativo canadiense originarios de Montreal (Quebec). Fundada por el DJ James Di Salvio y E.P. Bergen, colaboradores en numerosas canciones de artistas como Stéphane Moraille, Sara Johnston, Steve "Liquid" Hawley, Jayne Hill, Jean Leloup, Kim Bingham o Pierre-Luc Cerat. El nombre del grupo deriva del licor sueco Brännvin, un tipo de bebida destilada similar al vodka.

## Inicios
En 1994, James Di Salvio que acababa de cobrar las regalías de un trabajo que había hecho para el cantautor Jean Leloup, invitó a E.P. Bergen a acompañarlo a Manhattan donde juntos, formaron la banda Bran Van 3000. Di Salvio pidió ayuda a Bergen para que le enseñara a producir pistas con un sampler y unos platos giradiscos e invirtieron el dinero de las regalías en adquirir el equipamiento necesario. E.P. Bergen regresó a Canadá donde inmediatamente produjo y escribió junto a Jean Leloup el tema "Johnny Go". Di Salvio colaboró en el tema introduciendo un rap y dirigiendo el videoclip. El sencillo alcanzó el número 1 de las listas de éxitos de Quebec. 
Bergen y Di Salvio volvieron a Nueva York donde grabaron los temas "Forest" y "Ma Chambre" para el álbum Le Dome de Jean Leloup. El éxito de estas pistas les llevó a firmar un contrato con el sello discográfico Audiogram y comenzaron a trabajar en la grabación de su primer álbum.

## Éxito comercial
Bran Van 3000 publicaron su primer sencillo en Canadá, "Drinking in L.A.", en febrero de 1997. En abril del mismo año lanzaron su álbum debut, Glee, que en 1998 alcanzó el Disco de Oro y ganó un Premio Juno al Mejor álbum alternativo. Glee consta de 17 temas, uno de ellos, "Forest"enteramente en francés contó con la colaboración de Jean Leloup. "Afrodiziak", producido por E.P. Bergen y publicado como sencillo por EMI, vendió 100 000 copias en Alemania y fue incluido en la banda sonora de la película XChange. El tema "Everywhere" fue utilizado para la banda sonora de Practical Magic  y "Drinking in L.A." en la de Playing by Heart. En marzo de 1998, Glee fue lanzado al mercado internacional con algunos cambios respecto al álbum original publicado en Canadá.
Tras firmar con Capitol Records, Bran Van 3000 comenzaron una gira masiva aunque mal planificada por Canadá y Estados Unidos. En Europa, EMI organizó la gira de forma correcta y la banda disfrutó de una adecuada promoción, actuando para multitudes y abriendo conciertos para Massive Attack y Björk. En julio de 1998, "Drinking in L.A." alcanzó el número 36 de las listas de éxitos británicas, aunque en agosto de 1999, el sencillo fue reeditado al ser incluido como tema principal de una popular campaña de publicidad, entrando de nuevo en las listas y alcanzando en esta ocasión el puesto número 3.
En 2000, E.P. Bergen abandonó temporalmente la banda para centrarse en el lanzamiento de su primer álbum en solitario. Durante el verano de 2001, Bran Van 3000 publicó el álbum Discosis. El tema "Astounded" se convirtió en la última pista grabada por el legendario cantante de soul Curtis Mayfield, quien falleció poco después. En el álbum también colaboraron músicos como Youssou N'Dour y Eek-a-Mouse. La canción "Go Shopping" se incluyó en la banda sonora de la película mexicana Y tu mamá también. 
A mediados de 2002, la banda anunció en su web que se tomaban un descanso y que no tenían previsto trabajar en nuevo material ni realizar actuaciones.

## Regreso
Bran Van 3000 regresaron en 2007 con la publicación del álbum Rosé, publicado en Canadá el 30 de octubre y en Estados Unidos el 27 de noviembre. Rosé fue producido por James Di Salvio y Sara Johnston, y contó con la colaboración de Fatlip, Max-A-Million, Swanza, Chris Opperman y Noel Osborne entre otros. El álbum fue grabado en los estudios de Depeche Mode y de Steve Vai en  Los Ángeles. El 1 de julio de 2008 la banda regresó a los escenarios en el Festival Internacional de Jazz de Montreal.
Tras el fallecimiento de su padre en agosto de 2010, James Di Salvio, anunció el lanzamiento de un nuevo álbum para ese mismo año. The Garden fue publicado el 19 de octubre de 2010. Hasta entonces, Di Salvio junto con parte del grupo habían estado realizando actuaciones por Canadá, colaborando con otros artistas como Pierre-Luc Cérat, Nick Hynes, Pascal Lepage y Stéphane Moraille.

## Discografía
- 1997: Glee[9]
- 2001: Discosis
- 2007: Rosé
- 2010: The Garden
- 2015: French Garden